# Глазуновы (книгоиздатели)
Глазуновы — фирма книготорговцев в царской России. Торговлю книгами вели, главным образом, в Москве и Петербурге.

## Происхождение
Основатель, серпуховский купец Матвей Петрович Глазунов, открыл торговлю в Москве на Спасском мосту около 1782 года и вел ее сначала один, а затем с братьями, Иваном и Василием. Будучи зятем книготорговца Т. А. Полежаева, комиссионера и сотоварища по распространению книг Н. И. Новикова, М. П. Глазунов задумал распространить книжную торговлю и на Петербург, где она была сосредоточена в академической лавке, и отправил туда брата Ивана, который в 1788 году самостоятельно открыл лавку в Аничковом доме, принадлежавшем князю Потёмкину.
С 1790 года Иван начал заниматься издательством и в 1803 году учредил собственную типографию. Позже он открыл книжную торговлю в Москве, стал комиссионером Московского университета и Академии наук (с 1827). Его 40-летняя издательская деятельность сосредотачивалась по преимуществу на произведениях изящной словесности (41 издание) и на исторических трудах (37 изданий). Иван Петрович умер в 1831 году, оставив после себя четырёх сыновей.
Самым деятельным из них был Илья Иванович, при жизни отца помогавший ему в издании «Памятника законов» (15 томов) и других книг. В 1835 году он сам предпринял издание «Военной Библиотеки» (8 тт.). Ему принадлежит издание «Евгения Онегина» тиражом 5000 экземпляров, проданное Пушкиным за 3000 рублей (после смерти Пушкина разошлось в одну неделю до последнего экземпляра). Илья Иванович приобрёл посмертные произведения Пушкина за 37,5 тысяч рублей ассигнациями и издал их в четырех томах (5000 экземпляров этого издания продавались 10 лет). В 1840-х годах он занимался изданием преимущественно учебных книг и пособий. Всего им было выпущено 96 изданий.
Из трех сыновей Ильи Ивановича двое младших занялись книжной торговлей в Москве, а старший, Иван Ильич, продолжал деятельность в Петербурге. С 1849 года до столетнего юбилея фирмы в 1882 году он выпустил 205 изданий, из которых более половины приходится на долю учебников и учебных пособий лучших русских педагогов того времени. Им же изданы полные собрания сочинений Кантемира, Фонвизина, В. И. Майкова, Лукина, Ельчанинова, Лермонтова и Жуковского. Иваном Ильичом приобретено было также право на издание произведений Тургенева, Гончарова и Островского. Иван Ильич был видным городским деятелем и с 1881 по 1885 год занимал пост петербургского городского головы.
30 августа 1870 года Иван Ильич Глазунов во внимание к его разносторонней общественной деятельности пожалован орденом Св. Владимира 3-й ст. с присвоением прав потомственного дворянства Российской Империи.
19 ноября 1882 года, по случаю исполнившегося столетия фирмы Глазуновых, потомственные почетные граждане Константин Ильич и Александр Ильич Глазуновы были возведены в потомственное дворянское достоинство Российской Империи.
Фирма Глазуновых издавала свои каталоги.
Издательство прекратило свою деятельность после Октябрьской революции, за время своего существования выпустив до тысячи названий беллетристики общим тиражом до 12 миллионов экземпляров.

## Персоналии

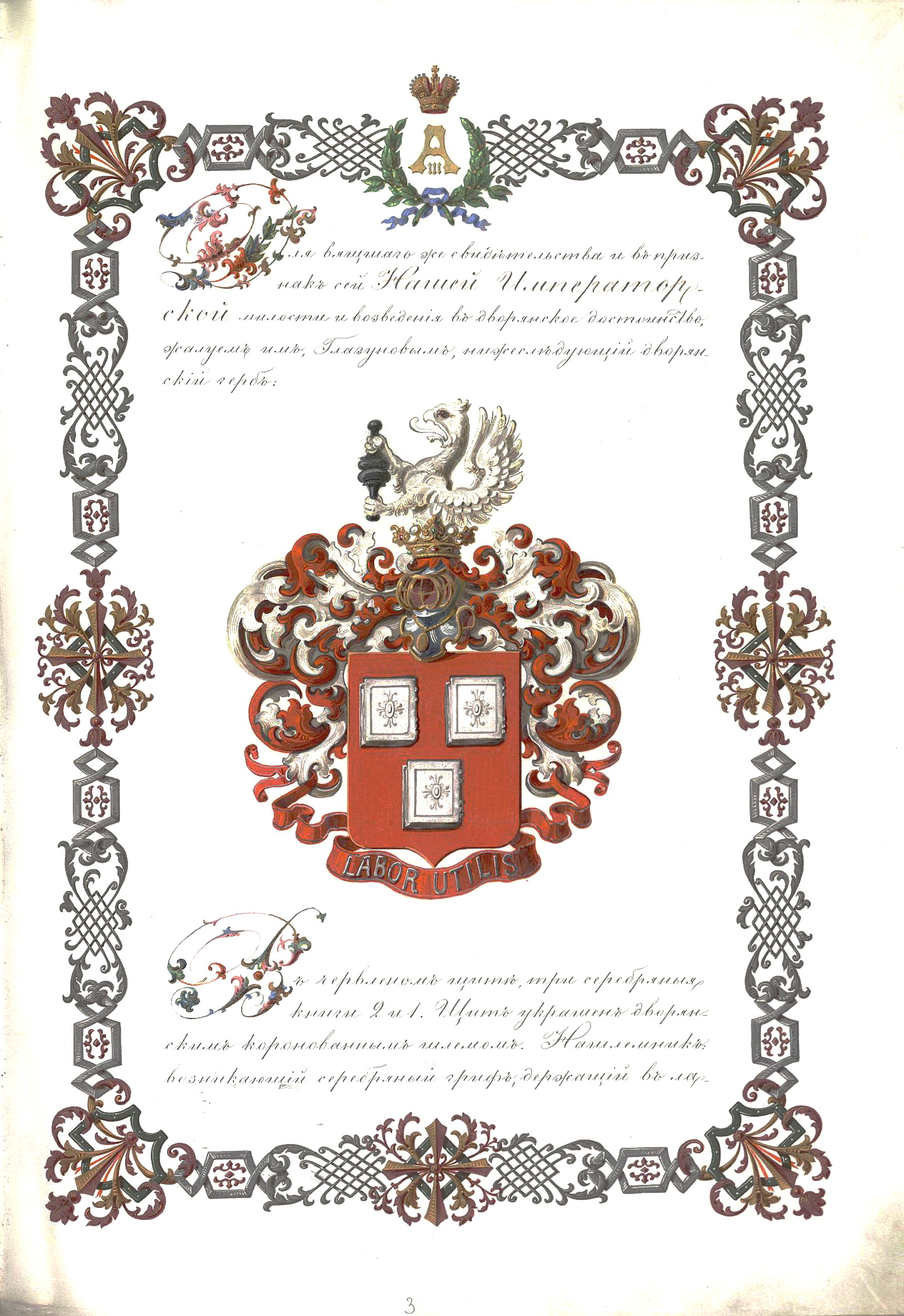
Страница из диплома на потомственное дворянство с изображением герба, пожалованного Александру Ильичу и Константину Ильичу Глазуновым

- Пётр Фёдорович Глазунов — серпуховский купец
  - Матвей Петрович Глазунов (1757—1830)
  - Василий Петрович Глазунов
  - Иван Петрович Глазунов (1762—1831)
    - Пётр Иванович Глазунов
      - Иван Петрович Глазунов

    - Илья Иванович Глазунов (1786—1849)
      - Иван Ильич Глазунов (1826—1889)
        - Илья Иванович Глазунов
          - Александр Ильич Глазунов

      - Александр Ильич Глазунов (1829—1896)
      - Константин Ильич Глазунов (1828—1914)
        - Глазунов, Александр Константинович (1865—1936) — русский композитор, дирижёр, профессор Санкт-Петербургской консерватории (1899), в 1905—1928 — её директор.
        - Глазунов, Дмитрий Константинович (1869—1913) — русский энтомолог и путешественник, действительный член Санкт-Петербургского общества естествоиспытателей.
        - Михаил Константинович Глазунов